# TAS2R45
TAS2R45 (англ. Taste receptor type 2 member 45) – білок, який кодується однойменним геном, розташованим у людей на короткому плечі 12-ї хромосоми. Довжина поліпептидного ланцюга білка становить 299 амінокислот, а молекулярна маса — 34 278.
| 10         |  | 20         |  | 30         |  | 40         |  | 50         |
| ---------- |  | ---------- |  | ---------- |  | ---------- |  | ---------- |
| MITFLPIIFS |  | ILVVVTFVIG |  | NFANGFIALV |  | NSTEWVKRQK |  | ISFADQIVTA |
| LAVSRVGLLW |  | VLLLNWYSTV |  | LNPAFCSVEL |  | RTTAYNIWAV |  | TGHFSNWPAT |
| SLSIFYLLKI |  | ANFSNLIFLR |  | LKRRVKSVIL |  | VVLLGPLLFL |  | ACHLFVVNMN |
| QIVWTKEYEG |  | NMTWKIKLRR |  | AMYLSDTTVT |  | MLANLVPFTV |  | TLISFLLLVC |
| SLCKHLKKMQ |  | LHGKGSQDPS |  | TKVHIKVLQT |  | VISFFLLRAI |  | YFVSVIISVW |
| SFKNLENKPV |  | FMFCQAIGFS |  | CSSAHPFILI |  | WGNKKLKQTY |  | LSVLWQMRY  |

A: Аланін

C: Цистеїн

D: Аспарагінова кислота

E: Глутамінова кислота

F: Фенілаланін

G: Гліцин

H: Гістидин

I: Ізолейцин

K: Лізин

L: Лейцин

M: Метіонін

N: Аспарагін

P: Пролін

Q: Глутамін

R: Аргінін

S: Серин

T: Треонін

V: Валін

W: Триптофан

Кодований геном білок за функціями належить до рецепторів, g-білокспряжених рецепторів, білків внутрішньоклітинного сигналінгу. 
Локалізований у мембрані.